# A-ment

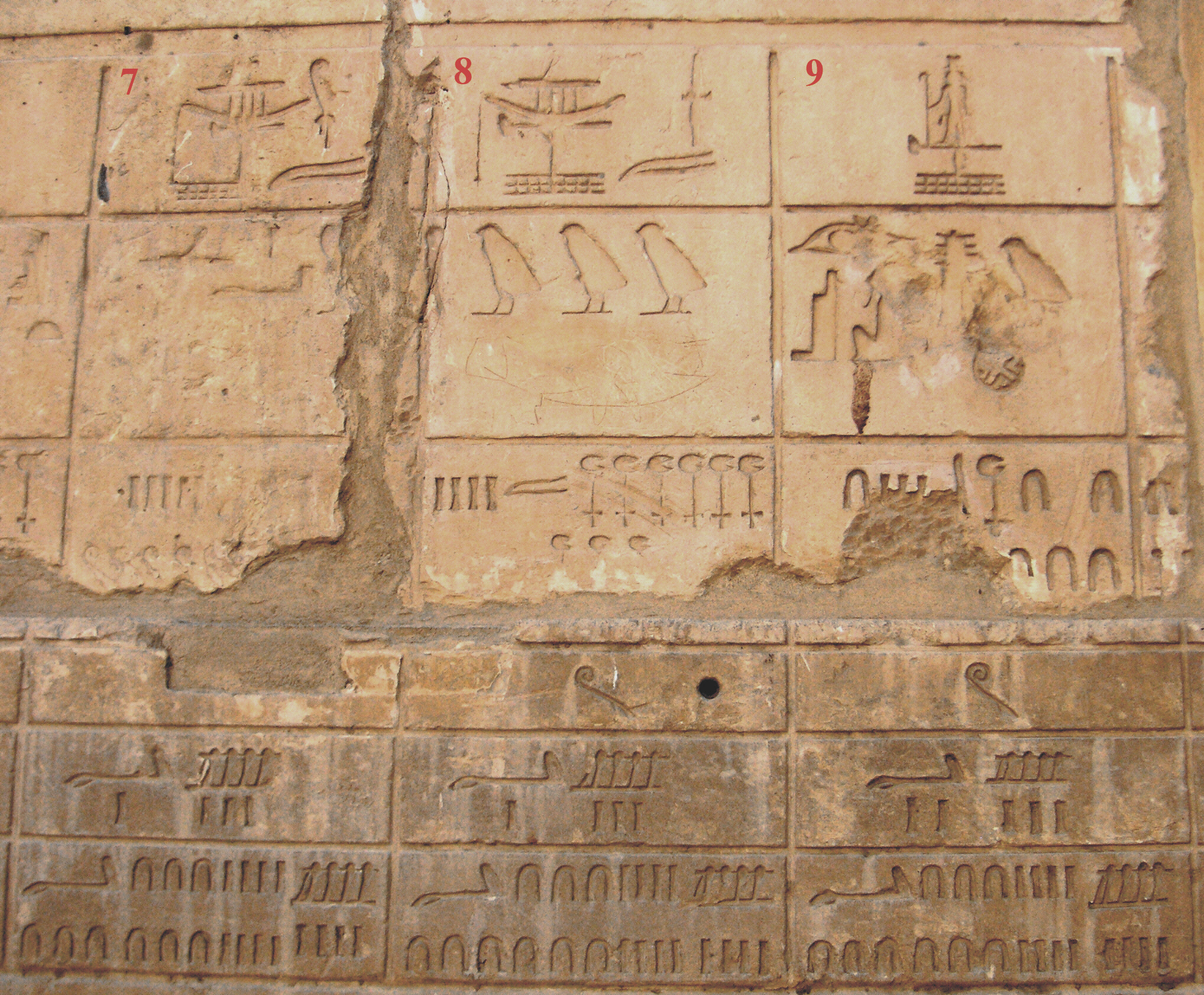
A-ment, län 7 på "Vita kapellets" vägg i Karnak.

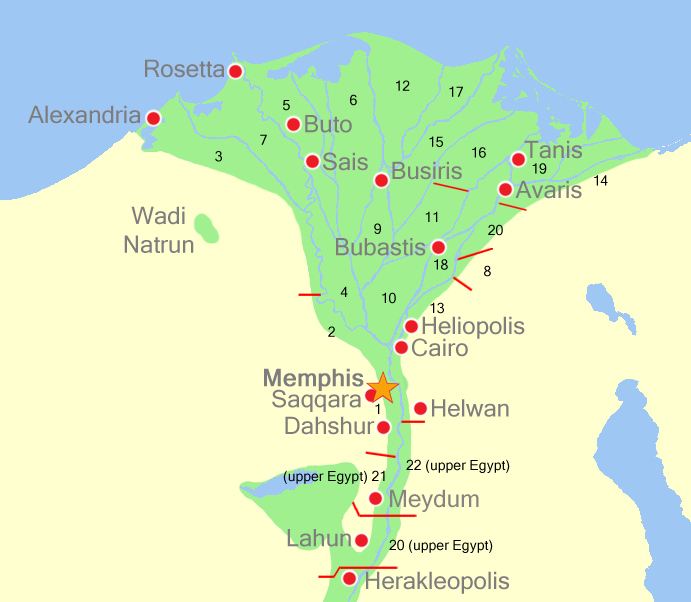
Lägeskarta över nomoi i Nedre Egypten.

A-ment ("Östspjutet", även Hui-ges imnti) var ett av de 42 nomoi (länen) i Forntida Egypten.
| T21 | R14 · R12 · N24 |

A-ment med hieroglyfer

## Geografi
A-ment var ett av de 20 nomoi i Nedre Egypten och hade nummer 7.
Länets storlek går ej att utläsa, vanligen var länen cirka 30–40 km långa och ytan beroende på Nildalens bredd eller öknens början. Ytan räknades i cha-ta (1 cha-ta motsvarar 2,75 ha) och längden räknades i iteru (1 iteru motsvarar 10,5 km).
Niwt (huvudorten) var troligen Pithom/Metelis även Heroonopolis (nära dagens Tell el-Maschuta) och övriga större orter var periodvis Piemro/Naukratis (dagens Kom Gieif).
På Vita kapellet omnämns län 7 och län 8 tillsammans som västra och östra delen av samma län.

## Historia
Varje län styrdes av en nomark som officiellt lydde direkt under faraon.
Varje Niwt hade ett Het net (tempel) tillägnad områdets skyddsgud och ett Heqa het (nomarkens residens).
Länets skyddsgud var Ha.
Idag ingår området i guvernementet Ismailia.